# Damián Santiago Bitar
Damián Santiago Bitar (n. Arroyo Cabral, Córdoba, 12 de febrero de 1963) es un sacerdote argentino y actual obispo de la Diócesis de Oberá.

## Biografía
Damián Santiago Bitar nació en Arroyo Cabral, provincia de Córdoba, el 12 de febrero de 1963. Fue ordenado sacerdote el 13 de diciembre de 1987 por Mons. Alfredo Guillermo Disandro, obispo de Villa María. 
Fue elegido obispo titular de Torre de Tamalleno y obispo auxiliar de San Justo, el 4 de octubre de 2008 por Benedicto XVI. 
Fue ordenado obispo el 8 de diciembre de 2008 en la Catedral de la Inmaculada Concepción de Villa María por Mons. José Ángel Rovai, obispo de Villa María. Fueron sus co-consagrantes, Mons. Baldomero Carlos Martini, obispo de San Justo, Mons. Roberto Rodríguez, obispo de La Rioja y Mons. Carlos José Ñáñez, arzobispo de Córdoba. 
Asumió sus funciones el 21 de diciembre de 2008. Fue trasladado como obispo de Oberá el 26 de octubre de 2010 y tomó posesión como segundo obispo de esa sede el 4 de diciembre de ese mismo año. En la Conferencia Episcopal Argentina es miembro de la Comisión de Ayuda a las Regiones más Necesitadas. Su lema episcopal es «Discípulo misionero de Jesucristo».